# Вол в геральдике
Во́л — естественная негеральдическая гербовая фигура.
Символ силы, выносливости. крепости, сильного противника или соперника, а также верности и привязанности, символизирует терпение и благосостояние (до возникновения денег служил мерилом и средством товарного обмена). В Европейской геральдике считается символом: «терпения, тяжёлого труда, переносимого с покорностью, усердия в работе».

## История
Очень часто вол встречается в «говорящих» гербах. В Европейской части употреблялся в гербах городов: Оксфорд, Шлайнц, области Беарн во Франции и других.
В русской геральдике изображение вола и его рогов употреблялось с XVIII века, в губерниях и городах присоединённых к Российской империи: герб Молдавии (первоначально описывалась, как воловья голова), но широкого применения данной эмблеме в гербоведении не нашлось.

## Блазонирование
В геральдике имеются несколько типов волов: «взбешенный» или «восстающий» (стоит на двух задних ногах), «шествующий» (поднята одна передняя нога), «пасущейся» (стоит спокойно на четырёх ногах), крайне редко «коленопреклонный» (вол стоит на задних ногах, а передние согнуты до земли). Изображение золотого вола в синем поле означает «усилия благородного человека, направленные на славные дела». Если животное изображено рядом с коровой, то это обозначает эмблему мира, если оно разъярено — «долготерпеливый выведен из себя». В геральдике имеются изображения отдельной головы вола, изображенной в анфас, которая называется — отсечённой и блазонируется, как — личина. Если рога, копыта и язык иного от общего цвета животного, то это даётся в описании герба.
Следует отличать геральдические отличия крупного рогатого скота: у вола хвост обычно опущен вниз, у быка хвост поднят кверху, а у коровы хвост загнут вдоль бока, буйволы изображаются только с отсечённой головой, в анфас. По геральдическим правилам, волы не изображаются с кольцом в носу, это прерогатива — быков.